# Intel 8080

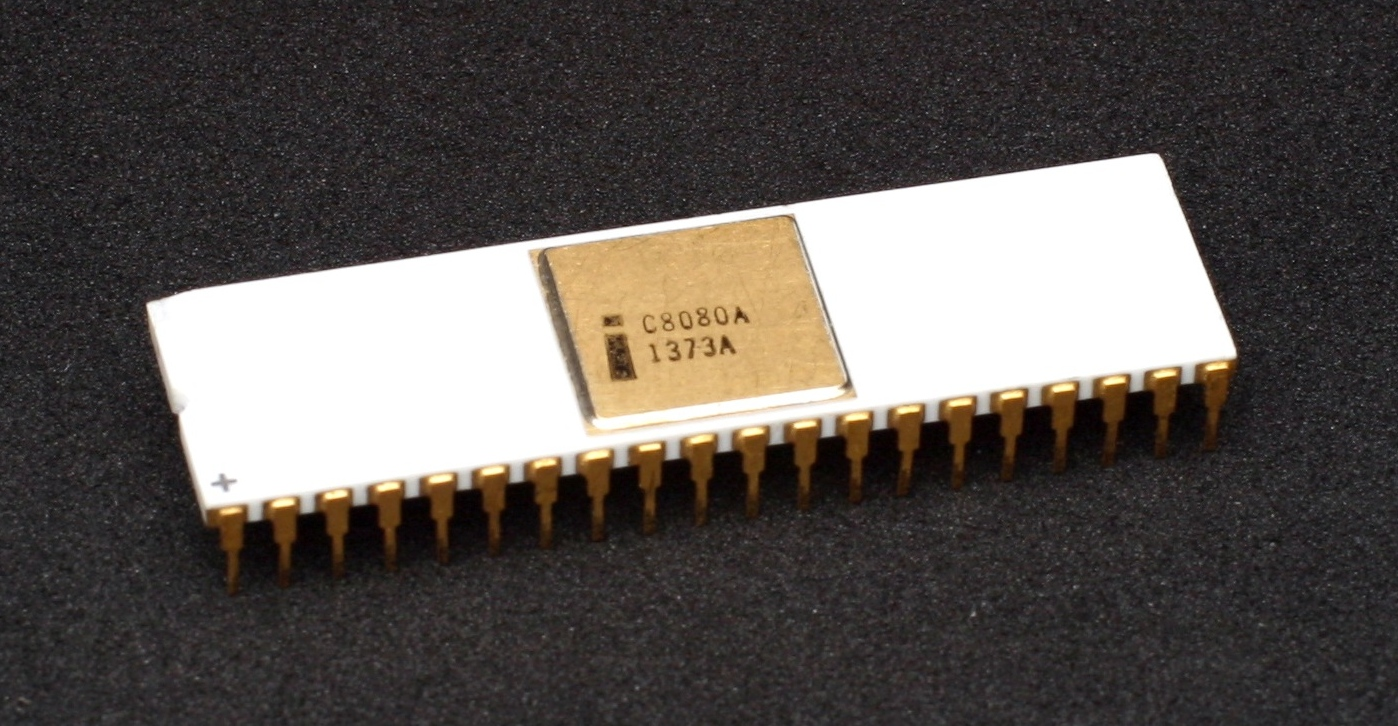
Intel 8080

Az Intel 8080 egy korai 8 bites processzor. 1974 áprilisában kezdték el gyártani. Sokak szerint ez az első igazán használható mikroprocesszor. 16 bites címbusza miatt 64 KiB memória megcímzésére volt képes (elődje, a 8008 csupán 16 KiB-ot tudott kezelni). Az aritmetikai áramkörök (ALU) fixpontos bináris és decimális számok összeadását és kivonását tudták elvégezni, míg a szorzást, osztást és a lebegőpontos műveleteket külön programozni kellett.

## Története

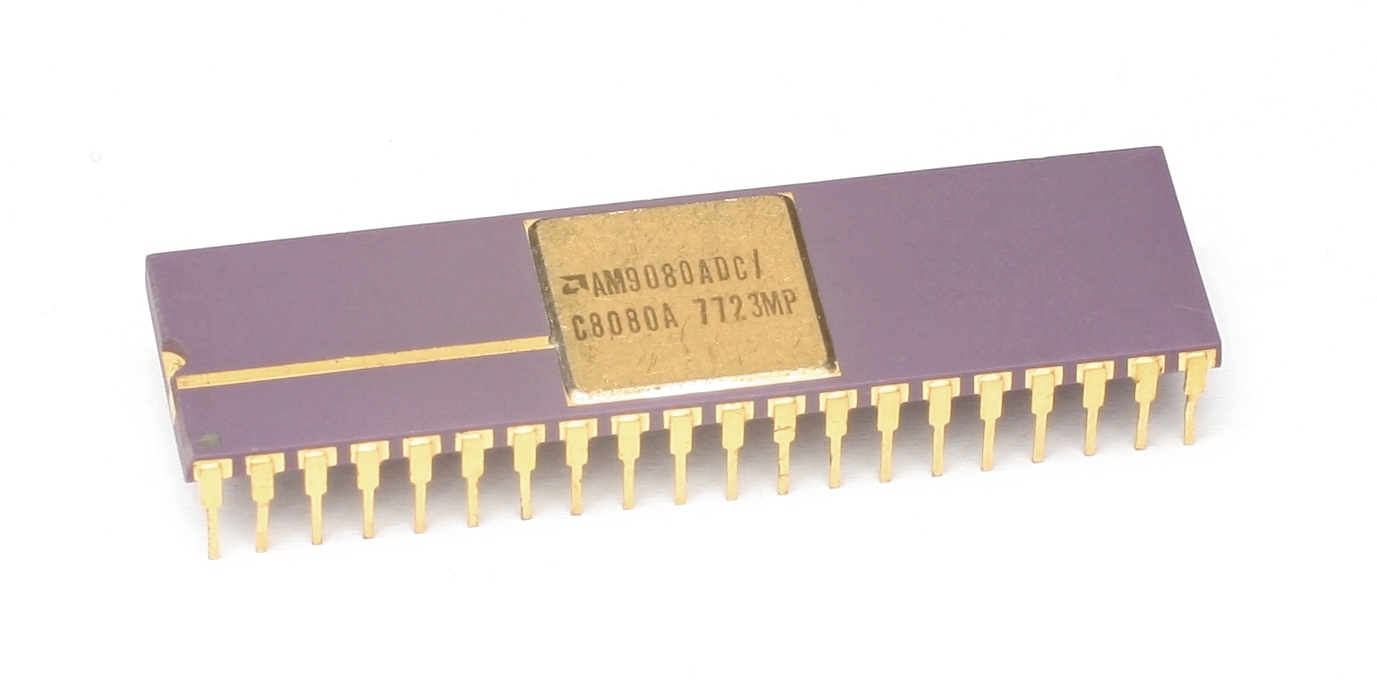
AMD-klón AM9080

Federico Faggin 1972-ben kezdeményezte az Intelnél a processzor kifejlesztését. Hat hónappal később meg is kapta rá az engedélyt. Faggin felvette a japán Sima Maszatosit, akivel elkészítették a részletes terveket. Stanley Mazor jelentős mértékben hozzájárult a 8080-as utasításkészletének összeállításához.

## Leírás

### Programozási modell

Az i8080 mikroarchitektúrája

Az Intel 8080 a 8008-as utódja. Ugyanazt az alap-utasításkészletet használta, mint az elődje (amit eredetileg a Computer Terminal Corporation fejlesztett ki), és ugyanúgy forráskód-kompatibilis volt, de az utasításkészletet kibővítették pár hasznos 16 bites művelettel. A 8080-as nagy, 40 tűs tokozása lehetővé tette a 16 bites címbusz és a 8 bites adatbusz kiépítését, amivel 64 KiB memóriát tudott megcímezni.

### Regiszterek
A processzor 7 db 8 bites regiszterrel rendelkezett (A, B, C, D, E, H és L). Az A a 8 bites akkumulátorregiszter, a többi pedig vagy 6 db 8 bites, vagy 3 db 16 bites regiszterpárként működött (BC, DE, HL), az utasítástól függően. Néhány utasítás lehetővé tette, hogy a HL regiszter (limitált) 16 bites akkumulátorregiszterként működjön. Volt még egy 16 bites veremmutató regisztere (stack pointer), és egy szintén 16 bites utasításszámláló regisztere. Ezeken felül a processzorban volt még két, W és Z jelű ideiglenes tárolóregiszter, amely programból nem elérhető, csak az utasítások belső működése során van szerepe.

#### Jelzőbitek (flagek)
A processzor működése során bizonyos feltételek és állapotok bekövetkezését belső állapotjelző biteken tárolja, ezeket nevezik angolul flageknek, magyarul jelzőbiteknek. A jelzőbiteket a processzor általában számtani és logikai műveletek eredményétől függően állítja be. A 8080-as jelzőbitjei a következők:
- előjel (sign), értéke 1, ha az eredmény negatív,
- zérus (zero), értéke 1, ha az akkumulátor-regiszter tartalma nulla,
- paritás (parity), értéke 1, ha az akkumulátor tartalmában az 1 értékű bitek száma páros,
- átvitel (carry), értéke az utolsó összeadási műveletből kilépő bit, vagy ha a kivonás eredményének legmagasabb helyiértékű bitjéből nem volt átvitel,
- segédátvitel (auxiliary carry), a binárisan kódolt decimális műveletek használják.

Az átvitelbitet különböző utasítások beállíthatják vagy ellenkezőjére változtathatják. A jelzőbitek értékét a feltételes elágazási utasítások vizsgálják. A jelzőbitek ebben a processzorban nem a regiszterkészlethez tartoznak, azonban értékük egyszerre (egy bájtban) az akkumulátorba másolható.

## Kialakítása, technikai részletek
- 6 µm-es technológiával készült
- hozzávetőleg 6000 tranzisztor, melyeket egy szimpla réteg fém kapcsol össze, de a nagyobb ellenállású poliszilícium rétegek összekapcsolására szintén tranzisztorokat alkalmaztak
- a csip 20 mm² területet foglal el
- órajele 2–3,1 MHz